# Microdytes dimorphus
Microdytes dimorphus (лат.) — вид жуков-плавунцов рода Microdytes из подсемейства Hydroporinae (Dytiscidae). Длина около 2 мм. Юго-Восточная Азия: Таиланд. Обнаружен в небольшом ручье (около 1—2 м в ширину), протекающем через густой первичный лес, песчаное дно.

## Описание
Жуки мелких размеров; длина овального тела менее 2 мм (1,75—1,85 мм). От близких видов отличаются следующими признаками:
апикальные три стернита пунктированные; грубые пунктуры на надкрыльях одинакового вида; надкрылья преимущественно тёмно-коричневые; наличник выпрямлен и слегка окаймлён посередине; тело ромбовидной формы; пронотум преимущественно желтовато-коричневый; задние тазики самца без волосков. Надкрылья без постмедиального пятна около шва. Пронотум без поперечной полосы. На задних тазиках грубые пунктуры. Надкрылья без вдавления на латеральной стороне.